# Emmarchement
L’emmarchement est la largeur d’un escalier, soit la longueur d'une marche. Ce sont également les entailles faites dans le limon d'un escalier pour recevoir les marches.
L'emploi du mot « emmarchement » comme synonyme d'escalier (« un emmarchement donne accès à l'esplanade ») est une métonymie utilisée en architecture pour désigner un degré formé de quelques marches très larges, ou étendues sur le périmètre complet d'un soubassement.
Dans le jargon du transport ferroviaire, on trouve aussi une métonymie consistant à désigner par le mot « emmarchement » la disposition du ou des marchepieds d'accès à une voiture de chemin de fer.